# Cantonul Saint-Romain-de-Colbosc
Cantonul Saint-Romain-de-Colbosc este un canton din arondismentul Le Havre, departamentul Seine-Maritime, regiunea Haute-Normandie, Franța.

## Comune
| Comune                      | Populație (1999) | Cod poștal | Cod INSEE |
| --------------------------- | ---------------- | ---------- | --------- |
| La Cerlangue                | 1 106            | 76430      | 76169     |
| Épretot                     | 644              | 76430      | 76239     |
| Étainhus                    | 1 007            | 76430      | 76250     |
| Gommerville                 | 648              | 76430      | 76303     |
| Graimbouville               | 496              | 76430      | 76314     |
| Oudalle                     | 368              | 76430      | 76489     |
| La Remuée                   | 1 176            | 76430      | 76522     |
| Rogerville                  | 1 257            | 76700      | 76533     |
| Sainneville                 | 826              | 76430      | 76551     |
| Saint-Aubin-Routot          | 1 118            | 76430      | 76563     |
| Saint-Gilles-de-la-Neuville | 562              | 76430      | 76586     |
| Saint-Laurent-de-Brèvedent  | 1 489            | 76700      | 76596     |
| Saint-Romain-de-Colbosc     | 3 937            | 76430      | 76647     |
| Saint-Vigor-d'Ymonville     | 859              | 76430      | 76657     |
| Saint-Vincent-Cramesnil     | 501              | 76430      | 76658     |
| Sandouville                 | 754              | 76430      | 76660     |
| Tancarville                 | 1 234            | 76430      | 76684     |
| Les Trois-Pierres           | 723              | 76430      | 76714     |